# El Siambón
El Siambón é uma cidade da Argentina, localizada na província de Tucumã.